# S&T
S&T este o companie de servicii IT din Austria, prezentă în 22 de țări.
Compania are aproximativ 2.200 de angajați și a realizat vânzări în valoare de 411 milioane euro în 2009.
Clienții Grupului S&T includ întreprinderi mari și mijlocii cu cel puțin 250 de angajați și poziții IT din Europa Centrală și de Est, Germania, Austria, Elveția și Asia. Piețele țintă sunt furnizorii de servicii financiare, producția, telecomunicațiile, furnizorii de energie, comerțul, distribuția, industria aeronautică și de apărare și administrația publică.
În anul 2009, grupul S&T avea peste 3.100 de angajați, dintre care 250 în România.

## S&T în România
Compania este prezentă și în România, unde principalii concurenți ai companiei pe piața locală sunt Romsys, HP și IBM.
În anul 2008, pentru S&T România, o treime din afaceri au provenit din vânzările de hardware și două treimi din partea de servicii. Ca pondere a sectoarelor, 70% din afaceri au provenit din mediul privat și 30% din contractele cu statul.
Printre principalii clienți ai S&T se numără Romtelecom, Vodafone și Petrom.
Cifra de afaceri în România:
- 2007: 194,7 milioane de RON (45,33 milioane Euro)[3]
- 2006: 62,1 milioane de euro[4]
- 2005: 42 milioane de euro[4]

## S&T în Republica Moldova
S&T în Moldova a fost înființată în 1995. S&T Moldova este un important furnizor de soluții și servicii IT pe piața tehnologiilor informaționale din Moldova, ca parte a grupului internațional de companii S&T din Europa Centrală și de Est. Mulți ani de experiență și un portofoliu de produse echilibrat permit companiei să ofere soluții IT optime întreprinderilor din sectoarele financiar, telecomunicații și publice, precum și rețelelor industriale și de retail .